# NGC 7229
NGC 7229 é uma galáxia espiral barrada (SBc) localizada na direcção da constelação de Piscis Austrinus. Possui uma declinação de -29° 23' 00" e uma ascensão recta de 22 horas, 14 minutos e 03,3 segundos.
A galáxia NGC 7229 foi descoberta em 27 de Setembro de 1834 por John Herschel.